# Murray County (Georgia)
Das Murray County ist ein County im US-Bundesstaat Georgia der Vereinigten Staaten. Der Verwaltungssitz (County Seat) ist Chatsworth.

## Geographie
Das County liegt im Norden von Georgia, an der Südgrenze von Tennessee und ist im Westen etwa 90 km von Alabama entfernt. Es hat eine Fläche von 892 Quadratkilometern, wovon sechs Quadratkilometer Wasserfläche sind, und grenzt im Uhrzeigersinn an folgende Countys: Fannin County, Gilmer County, Gordon County und Whitfield County.
Das County ist Teil der Metropolregion Dalton.

## Geschichte
Murray County wurde am 3. Dezember 1832 aus Teilen des Cherokee County gebildet. Benannt wurde es nach Thomas Walton Murray, einem Sprecher des Repräsentantenhauses in Georgia. Die Mission der Herrnhuter Brüdergemeine unter den Cherokesen befand sich in Springplace von 1801 bis 1838.

### Historische Objekte
In Chatsworth steht das historische Wright Hotel (auch bekannt als Chatsworth Hotel). Das 1909 fertiggestellte Gasthaus befindet sich in der East Market Street auf Nummer 201 und wurde am 17. Juni 1982 vom National Register of Historic Places als historisches Denkmal mit der Nummer 82002456 aufgenommen.

## Demografische Daten

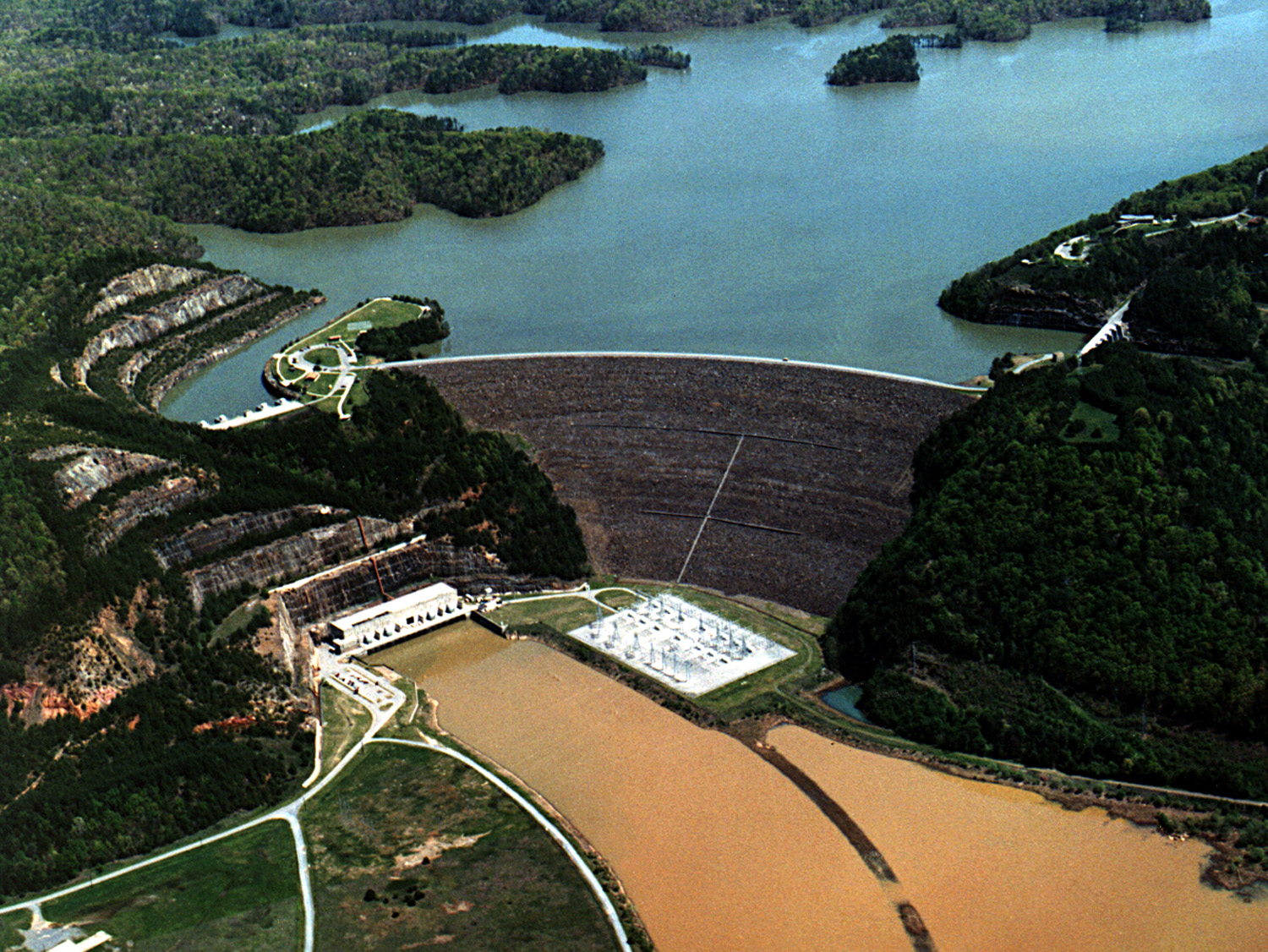
Der Carters Lake mit Staudamm

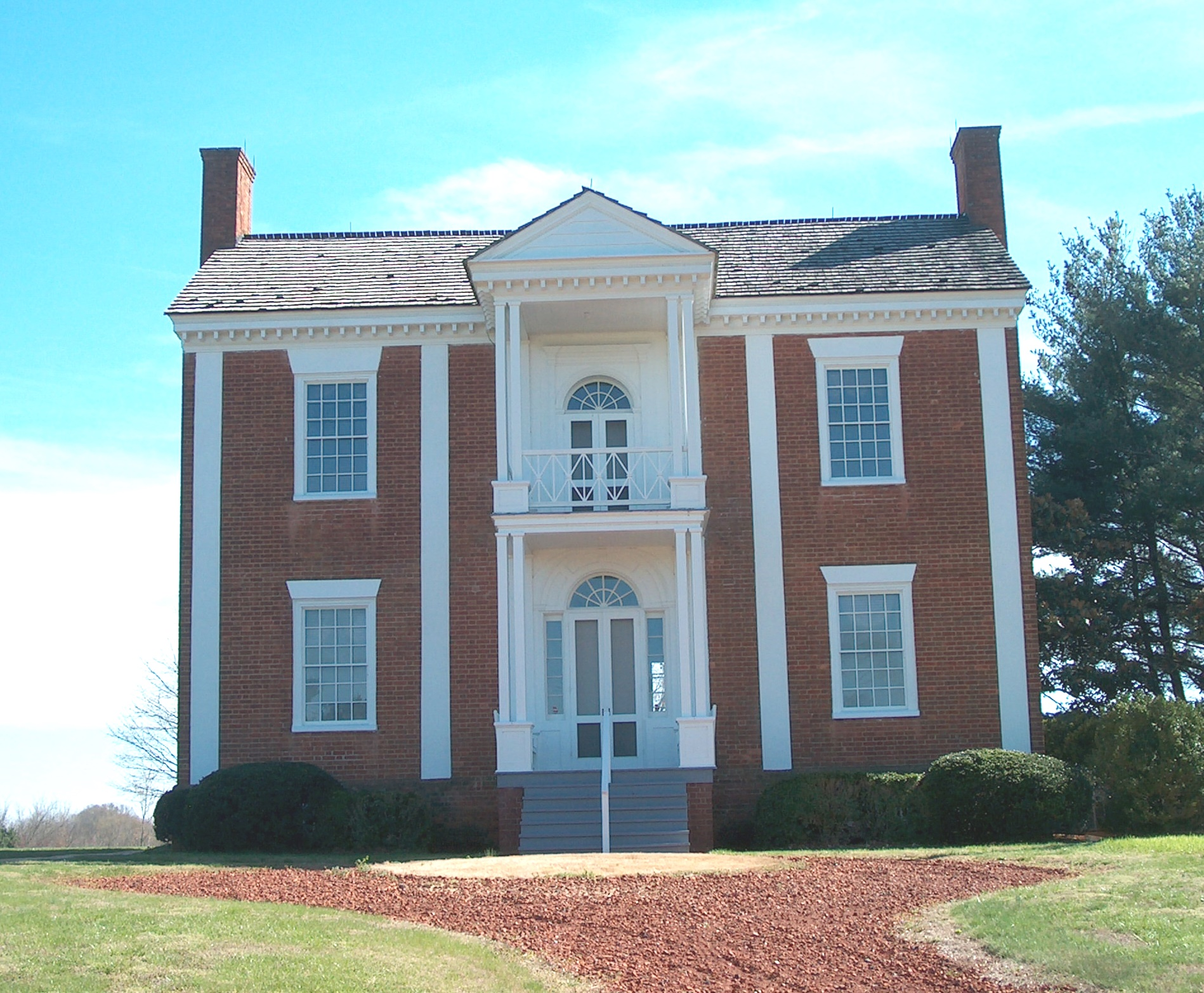
Das Chief Vann House, gelistet im NRHP

Laut der Volkszählung von 2010 verteilten sich die damaligen 39.628 Einwohner auf 14.080 bewohnte Haushalte, was einen Schnitt von 2,80 Personen pro Haushalt ergibt. Insgesamt bestehen 15.979 Haushalte.
75,8 % der Haushalte waren Familienhaushalte (bestehend aus verheirateten Paaren mit oder ohne Nachkommen bzw. einem Elternteil mit Nachkomme) mit einer durchschnittlichen Größe von 3,20 Personen. In 39,9 % aller Haushalte lebten Kinder unter 18 Jahren sowie in 22,8 % aller Haushalte Personen mit mindestens 65 Jahren.
29,8 % der Bevölkerung waren jünger als 20 Jahre, 26,0 % waren 20 bis 39 Jahre alt, 28,1 % waren 40 bis 59 Jahre alt und 16,2 % waren mindestens 60 Jahre alt. Das mittlere Alter betrug 36 Jahre. 49,6 % der Bevölkerung waren männlich und 50,4 % weiblich.
89,1 % der Bevölkerung bezeichneten sich als Weiße, 0,6 % als Afroamerikaner, 0,4 % als Indianer und 0,3 % als Asian Americans. 8,0 % gaben die Angehörigkeit zu einer anderen Ethnie und 1,6 % zu mehreren Ethnien an. 13,0 % der Bevölkerung bestand aus Hispanics oder Latinos.
Das durchschnittliche Jahreseinkommen pro Haushalt lag bei 38.136 USD, dabei lebten 18,8 % der Bevölkerung unter der Armutsgrenze.

## Orte im Murray County
Orte im Murray County mit Einwohnerzahlen der Volkszählung von 2010:
City:
- Chatsworth (County Seat) – 4299 Einwohner

Town:
- Eton – 910 Einwohner